# Muang Kham (Laos)
Muang Kham ist eine Stadt in der Provinz Xieng Khouang in Laos. Sie ist Hauptort des Distrikts Kham und liegt an der Hauptstraße 7, welche Phonsavan mit Nong Het und Vietnam verbindet.

## Gesundheitswesen
In Muang Kham ist das Kham District Hospital angesiedelt.

## Sehenswürdigkeiten
Nördlich von Muang Kham befindet sich die Höhle Tham Piu. Am 24. November 1968 tötete hier eine Bombe eines US-amerikanischen Kampfflugzeugs 371 Menschen, die wegen des Vietnamkriegs in der Höhle Unterschlupf gesucht hatten. Eine Gedenkstätte erinnert an die Opfer.
Südöstlich von Muang Kham, am Ufer des Flusses Nam Mat beim Ort Ban Nasok, befinden sich heiße Quellen.